# Warner (cráter)

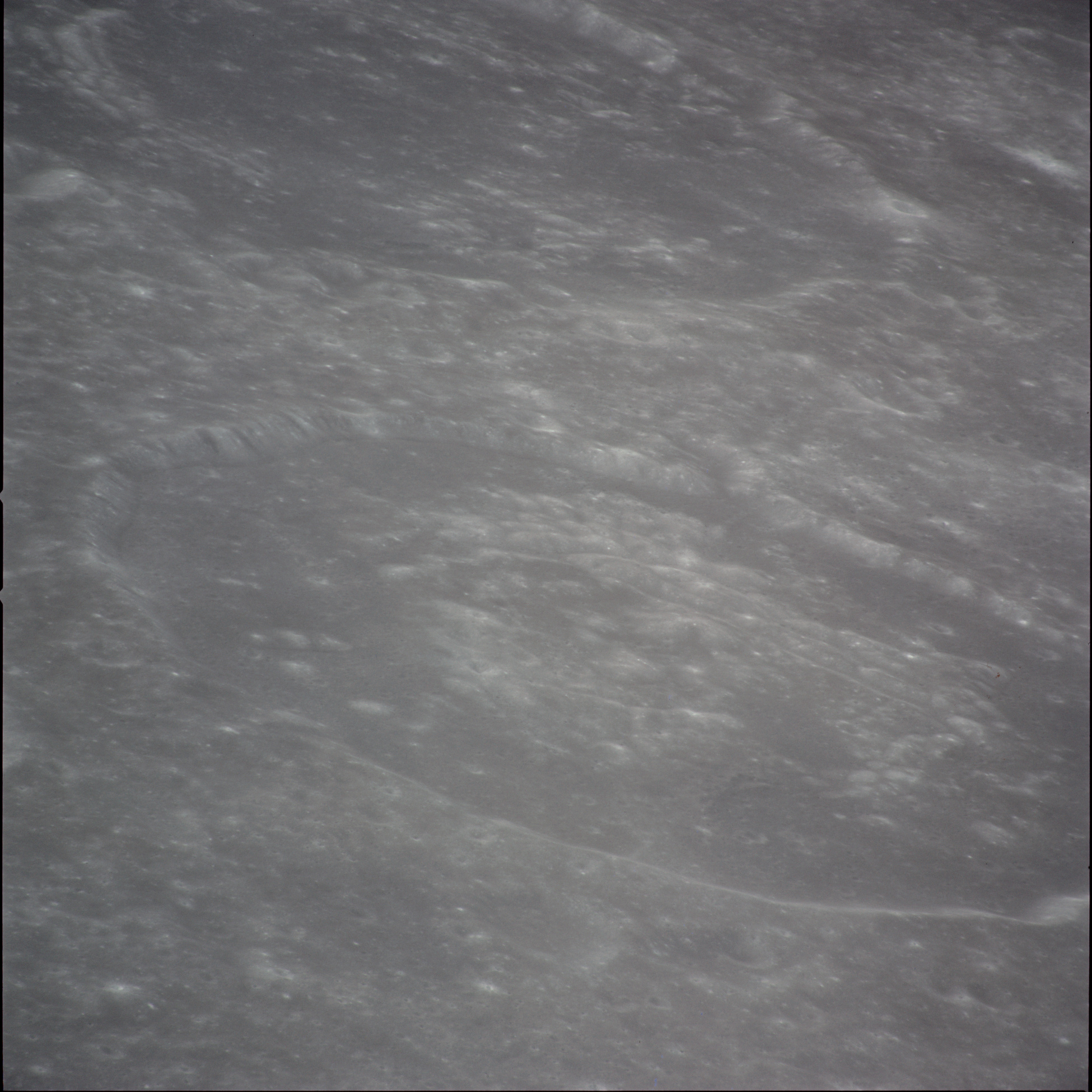
Vista oblicua desde el Apolo 14, Warner delante y Runge al fondo

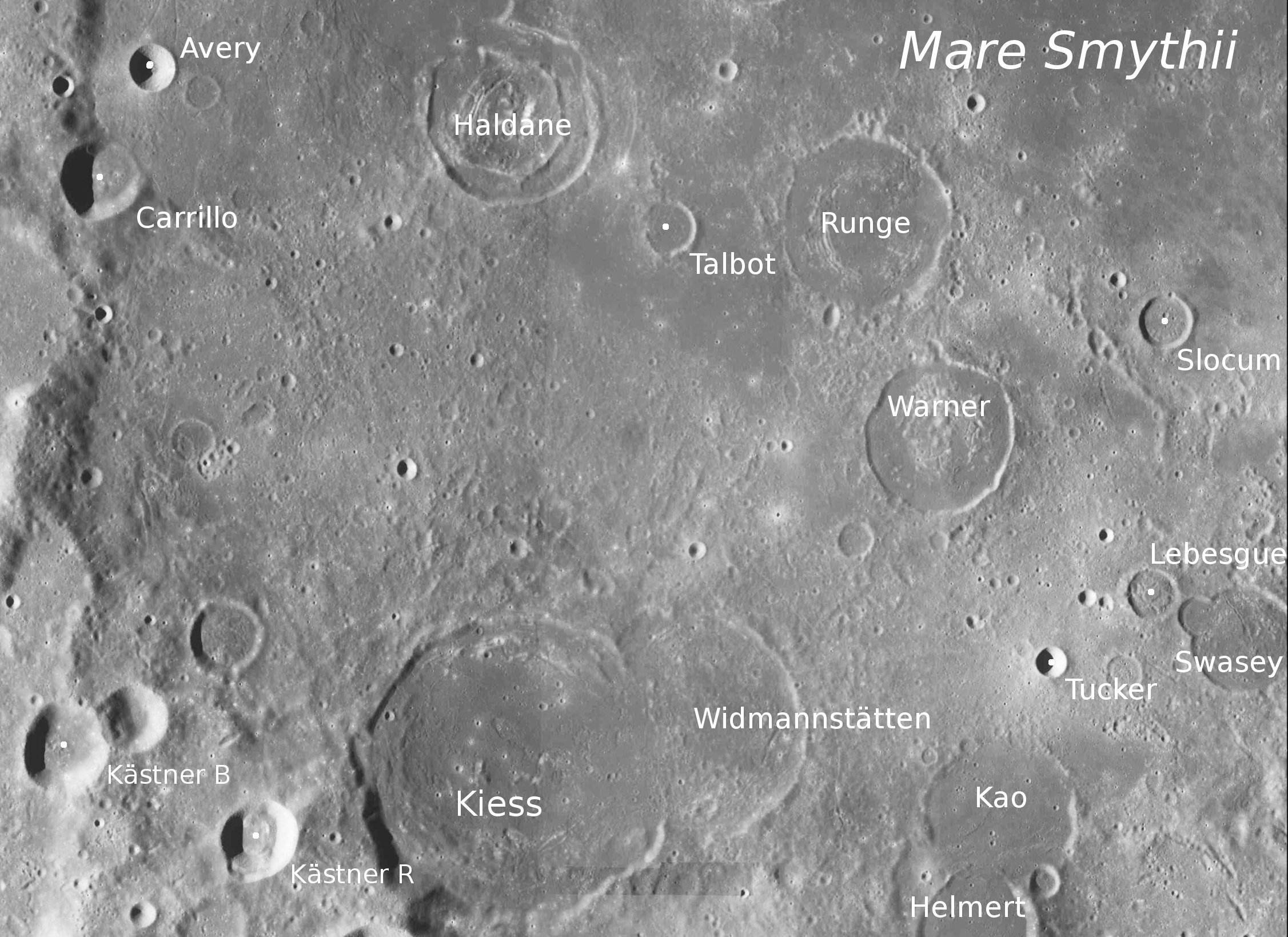
Fotografía de la misión Lunar Reconnaissance Orbiter

Warner es un cráter de impacto que se encuentra en la parte sur del Mare Smythii, cerca del terminador oriental de la Luna. En esta ubicación, el cráter se ve desde la Tierra casi lateralmente, y a veces se oculta de la vista debido a la libración. El cráter se encuentra justo al sur-sureste de Runge, una formación de características muy similares. Al suroeste se halla Widmannstätten, y al sur se encuentra un par de cráteres fusionados formado por Kao y Helmert.
|  |

Este cráter ha sido casi completamente sumergido por los flujos de lava, dejando solo un borde exterior poco profundo que sobresale a través de la superficie. El borde remanente es casi circular y tiene secciones bajas en las caras norte y sur. El suelo interior es similar en apariencia al mar lunar circundante, y está marcado solamente por algunos cratercillos minúsculos. Un cráter pequeño y superficial yace justo al suroeste del borde exterior.